# Pasqual Cicogna
Pour les articles homonymes, voir Cicogna.
Pasquale Cicogna (27 mai 1509, Venise – 2 avril 1595, Venise) est le 88e doge de Venise élu en 1585, son dogat dure jusqu'en 1595.
Homme de grande expérience et d'une famille prestigieuse même si elle n'appartient pas à l'antique noblesse, le dogat de Pasquale Cicogna se déroule tranquillement et n'est pas noirci par de graves incidents internes ou internationaux.

## Biographie
Pasquale Cicogna est le fils de  Gabriele et de  Marina Manomesso. Il n'est pas très riche bien qu'issu d'une famille noble, aussi, tout jeune, il doit se démarquer dans ses fonctions et il devient rapidement un habile expert dans les charges publiques qu'il obtient.
Plusieurs fois podestat, il devient commandant de Candie (la Crète) qui se trouve hors de vue de l'empire vénitien, il est très apprécié et admiré pour ses qualités politiques et humaines.
Homme très religieux, il est très lié à l'église des Crociferi (Porte-Croix).
Il appuie la demande d'Henri de Navarre au trône de France, et convainc le pape Sixte V de soutenir Henri en échange de sa conversion au catholicisme.
On dit qu'il est destiné à devenir doge : En Crète, une colombe s’est posé sur son épaule pendant une procession religieuse et à Venise, lors de la fin du dogat de son prédécesseur Nicolò da Ponte, le couvre-chef dogal qui est tombé de la tête du doge roule à ses pieds.
Il épouse Laura Morosini, il est déjà veuf lors de son élection.

### Le dogat

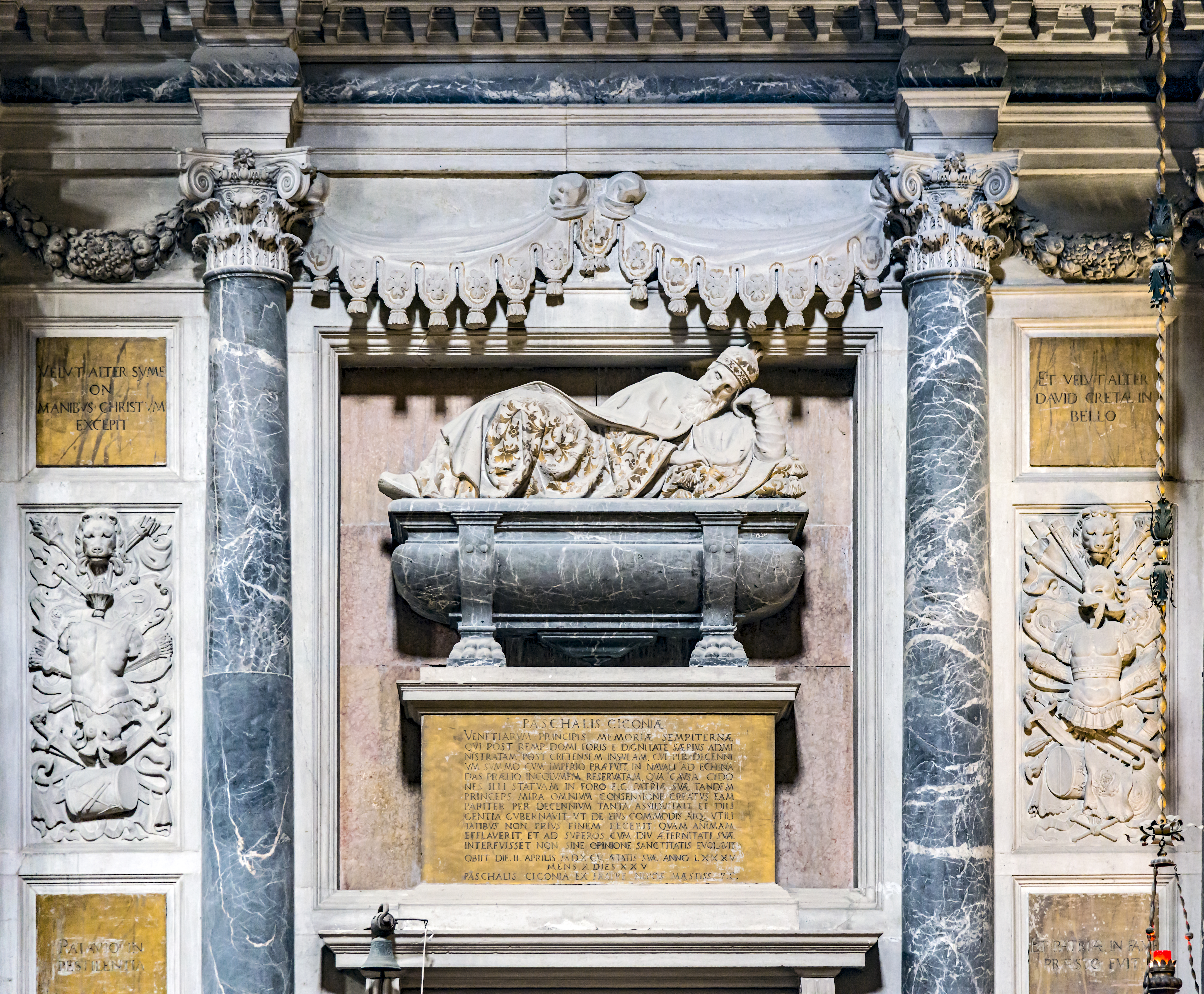
Sa tombe à Santa Maria Assunta

À la mort de  Nicolò da Ponte, le conclave qui se réunit pour le choix de son successeur devient presque chaotique et les nobles en arrivent aux mains.
Après 53 tours de scrutin, les électeurs se décident à élire Cicogna qui ne s'était pas présenté et en est très surpris. Lors de la procession pour son couronnement, il rompt avec la tradition et distribue des pièces en argent plutôt que des ducats d'or, ces pièces sont connues depuis sous le nom de cicognini.
Son dogat se passe sereinement hormis les relances continuelles de la papauté qui trouve excessivement libérale la politique de la république de Venise envers les  non catholiques.
Cicogna, bien qu'étant très croyant, défend avec fermeté la liberté dont peuvent bénéficier les citoyens de la république et les étrangers qui y résident.
Au cours de ces années, Venise continue sa politique d'embellissement architectural qui dure tout le XVIe siècle ; parmi les œuvres les plus importantes, le pont du Rialto (1588–1591), la construction des prisons des Piombi (1591–1605), le pont des Soupirs (1590–1600).
Pasquale Cicogna meurt de fièvre le 2 avril 1595. Il est enterré dans l'église Santa Maria Assunta.

## Sources
- (it) Cet article est partiellement ou en totalité issu de l’article de Wikipédia en italien intitulé « Pasquale Cicogna » (voir la liste des auteurs).